# 帕爾邁拉 (內布拉斯加州)
帕爾邁拉（英語：Palmyra）是位於美國內布拉斯加州奧托縣的村。

## 人口
根據2020年美國人口普查的數據，帕爾邁拉的面積為0.88平方千米，皆為陸地。當地共有人口534人，而人口密度為每平方千米607人。